# NW8
NW8 is het zevende studioalbum van de Nederlandse zanger Guus Meeuwis, dat verscheen op 8 mei 2009. Het is zijn eerste album dat niet in Nederland opgenomen is, maar in de Abbey Road Studios in Londen. Reeds op de eerste dag werden er 30.000 exemplaren verkocht van NW8 en tijdens een uitzending van RTL Boulevard kreeg Guus een gouden plaat.
De titel verwijst naar de postcode van het district St John's Wood, waar Abbey Road gevestigd is. De eerste officiële single van het album, Dat komt door jou, verscheen op 24 april 2009. Deze haalde het tot nummer 11 in de Nederlandse Top 40. Ter ondersteuning gaf Meeuwis dat jaar vijf concerten in zijn Groots Met Een Zachte G: Uit & Thuis-reeks. Uit stond hij in het Abe Lenstra-stadion in Heerenveen op 5 en 6 juni, thuis in het Philips Stadion op 12 tot en met 14 juni.
De tweede single Ik ook van jou, verscheen in september 2009 en behaalde de 32e plek van de Nederlandse Top 40. De derde single, Laat mij in die waan, verscheen in december van dat jaar. Het was de officiële single van Serious Request 2009. Speciaal voor deze actie nam Meeuwis een nieuwe versie van het nummer op, met een nieuw couplet. De single haalde de top 40 niet en bleef steken op #2 in de tipparade. Bij het album werd tegelijkertijd een dvd uitgebracht met een live-registratie van de nieuwe liedjes, backstage footage en interviews.

## Nummers
1. "Uit & Thuis" (G. Meeuwis, J. Rozenboom, JW Roy, J. Poels) – 3:14
2. "Eindeloos" (G. Meeuwis, J. Rozenboom, JW Roy) – 3:57
3. "Ik Ook Van Jou" (G. Meeuwis, J. Rozenboom, JW Roy) – 3:18
4. "Lang Geleden" (J. Rozenboom, JW Roy, G. Meeuwis) – 3:57
5. "Denk Ik Alleen Aan Jou" (D. Robertson, M. Meeuwis) – 2:29
6. "Ik Wil Bij Jou Zijn" (D. van der Stoep, G. van Maasakkers) – 3:33
7. "Dat Komt Door Jou" (L. Cherubini, F. Santarnecchi, L. Driessen) – 4:47
8. "Zeker" (G. Meeuwis, J. Rozenboom, JW Roy) – 3:36
9. "Maar Nooit Voor Lang" (G. Meeuwis, J. Rozenboom, JW Roy) - 3:15
10. "Blijven" (J. Rozenboom, G. Meeuwis, JW Roy) - 3:46
11. "Dicht Tegen Je Aan" (J. Rozenboom, G. Meeuwis) – 4:32
12. "Nooit Te Laat" (JW Roy, G. Meeuwis) - 3:10
13. "Je Leeft 1 Keer" (G. Meeuwis, J. Rozenboom, JW Roy) – 2:40
14. "Alles Wat Ik Zoek" (J. Rozenboom, JW Roy, G. Meeuwis) – 3:02
15. "Laat mij in die waan" (J. Rozenboom, G. Meeuwis, JW Roy) – 3:39

## Trivia
- Dat Komt Door Jou is een vertaling van het nummer A Te van Jovanotti.

## Hitnotering

### NederlandseAlbum Top 100
| Hitnotering (Week 1 t/m 55): 16-05-2009 t/m 29-05-2010 Hitnotering (Week 56 t/m 60): 12-06-2010 t/m 10-07-2010 Hitnotering (Week 61 t/m 62): 31-07-2010 t/m 07-08-2010 | Hitnotering (Week 1 t/m 55): 16-05-2009 t/m 29-05-2010 Hitnotering (Week 56 t/m 60): 12-06-2010 t/m 10-07-2010 Hitnotering (Week 61 t/m 62): 31-07-2010 t/m 07-08-2010 | Hitnotering (Week 1 t/m 55): 16-05-2009 t/m 29-05-2010 Hitnotering (Week 56 t/m 60): 12-06-2010 t/m 10-07-2010 Hitnotering (Week 61 t/m 62): 31-07-2010 t/m 07-08-2010 | Hitnotering (Week 1 t/m 55): 16-05-2009 t/m 29-05-2010 Hitnotering (Week 56 t/m 60): 12-06-2010 t/m 10-07-2010 Hitnotering (Week 61 t/m 62): 31-07-2010 t/m 07-08-2010 | Hitnotering (Week 1 t/m 55): 16-05-2009 t/m 29-05-2010 Hitnotering (Week 56 t/m 60): 12-06-2010 t/m 10-07-2010 Hitnotering (Week 61 t/m 62): 31-07-2010 t/m 07-08-2010 | Hitnotering (Week 1 t/m 55): 16-05-2009 t/m 29-05-2010 Hitnotering (Week 56 t/m 60): 12-06-2010 t/m 10-07-2010 Hitnotering (Week 61 t/m 62): 31-07-2010 t/m 07-08-2010 | Hitnotering (Week 1 t/m 55): 16-05-2009 t/m 29-05-2010 Hitnotering (Week 56 t/m 60): 12-06-2010 t/m 10-07-2010 Hitnotering (Week 61 t/m 62): 31-07-2010 t/m 07-08-2010 | Hitnotering (Week 1 t/m 55): 16-05-2009 t/m 29-05-2010 Hitnotering (Week 56 t/m 60): 12-06-2010 t/m 10-07-2010 Hitnotering (Week 61 t/m 62): 31-07-2010 t/m 07-08-2010 | Hitnotering (Week 1 t/m 55): 16-05-2009 t/m 29-05-2010 Hitnotering (Week 56 t/m 60): 12-06-2010 t/m 10-07-2010 Hitnotering (Week 61 t/m 62): 31-07-2010 t/m 07-08-2010 | Hitnotering (Week 1 t/m 55): 16-05-2009 t/m 29-05-2010 Hitnotering (Week 56 t/m 60): 12-06-2010 t/m 10-07-2010 Hitnotering (Week 61 t/m 62): 31-07-2010 t/m 07-08-2010 | Hitnotering (Week 1 t/m 55): 16-05-2009 t/m 29-05-2010 Hitnotering (Week 56 t/m 60): 12-06-2010 t/m 10-07-2010 Hitnotering (Week 61 t/m 62): 31-07-2010 t/m 07-08-2010 | Hitnotering (Week 1 t/m 55): 16-05-2009 t/m 29-05-2010 Hitnotering (Week 56 t/m 60): 12-06-2010 t/m 10-07-2010 Hitnotering (Week 61 t/m 62): 31-07-2010 t/m 07-08-2010 | Hitnotering (Week 1 t/m 55): 16-05-2009 t/m 29-05-2010 Hitnotering (Week 56 t/m 60): 12-06-2010 t/m 10-07-2010 Hitnotering (Week 61 t/m 62): 31-07-2010 t/m 07-08-2010 | Hitnotering (Week 1 t/m 55): 16-05-2009 t/m 29-05-2010 Hitnotering (Week 56 t/m 60): 12-06-2010 t/m 10-07-2010 Hitnotering (Week 61 t/m 62): 31-07-2010 t/m 07-08-2010 | Hitnotering (Week 1 t/m 55): 16-05-2009 t/m 29-05-2010 Hitnotering (Week 56 t/m 60): 12-06-2010 t/m 10-07-2010 Hitnotering (Week 61 t/m 62): 31-07-2010 t/m 07-08-2010 | Hitnotering (Week 1 t/m 55): 16-05-2009 t/m 29-05-2010 Hitnotering (Week 56 t/m 60): 12-06-2010 t/m 10-07-2010 Hitnotering (Week 61 t/m 62): 31-07-2010 t/m 07-08-2010 | Hitnotering (Week 1 t/m 55): 16-05-2009 t/m 29-05-2010 Hitnotering (Week 56 t/m 60): 12-06-2010 t/m 10-07-2010 Hitnotering (Week 61 t/m 62): 31-07-2010 t/m 07-08-2010 | Hitnotering (Week 1 t/m 55): 16-05-2009 t/m 29-05-2010 Hitnotering (Week 56 t/m 60): 12-06-2010 t/m 10-07-2010 Hitnotering (Week 61 t/m 62): 31-07-2010 t/m 07-08-2010 |
| Week | 1 | 2 | 3 | 4 | 5 | 6 | 7 | 8 | 9 | 10 | 11 | 12 | 13 | 14 | 15 | 16 | 17 |
| --- | --- | --- | --- | --- | --- | --- | --- | --- | --- | --- | --- | --- | --- | --- | --- | --- | --- |
| Nummer | 1 | 1 | 1 | 1 | 1 | 1 | 2 | 5 | 6 | 6 | 8 | 9 | 15 | 16 | 18 | 23 | 27 |
| Week | 18 | 19 | 20 | 21 | 22 | 23 | 24 | 25 | 26 | 27 | 28 | 29 | 30 | 31 | 32 | 33 | 34 |
| Nummer | 24 | 25 | 20 | 21 | 17 | 18 | 22 | 18 | 24 | 29 | 28 | 24 | 27 | 35 | 31 | 17 | 19 |
| Week | 35 | 36 | 37 | 38 | 39 | 40 | 41 | 42 | 43 | 44 | 45 | 46 | 47 | 48 | 49 | 50 | 51 |
| Nummer | 17 | 18 | 20 | 20 | 21 | 18 | 19 | 26 | 34 | 48 | 53 | 54 | 54 | 76 | 55 | 42 | 44 |
| Week | 52 | 53 | 54 | 55 | | 56 | 57 | 58 | 59 | 60 | | 61 | 62 | | | | |
| Nummer | 50 | 68 | 78 | 90 | uit | 67 | 58 | 72 | 95 | 97 | uit | 99 | 83 | uit | | | |